# NRK2
NRK2 är en norsk TV-kanal och NRK:s andra tv-kanal. Kanalen startade den 3 september 1996 för att avlasta den första kanalen, som då fick namnet NRK1. Den nya kanalen NRK2 fick en ungdomligare inriktning. Kvällstid sänds mycket filmer och serier. Under dagtid sänds ofta musikvideor och chatprogram.

### Fotnoter
1. ↑  Jonas Stein Eilertsen (3 mars 2010). ”NRK – fra monopolist til markedsaktør” (på norska). Tromsø universitet. sid. 54. Arkiverad från originalet den 2 februari 2017. https://web.archive.org/web/20170202005850/http://munin.uit.no/bitstream/handle/10037/2707/thesis.pdf. Läst 22 januari 2017.